# Частица на краю Вселенной. Как охота на бозон Хиггса ведёт нас к границам нового мира
Частица на краю Вселенной. Как охота на бозон Хиггса ведет нас к границам нового мира (англ. The Particle at the End of the Universe: How the Hunt for the Higgs Boson Leads Us to the Edge of a New World) — научно-популярная книга американского физика-теоретика Шона М. Кэрролла. Изначально книга была выпущена издательством E. P. Dutton 13 ноября 2012 года.

## Предыстория
Это третья по счёту книга Кэрролла; посвящена глобальному поиску и открытию бозона Хиггса на Большом адронном коллайдере в ЦЕРНе. Кэррол объяснил, что охота — это сказка о «деньгах, политике и зависти» среди учёных и народов, ищущих награду. «Частица на краю Вселенной» была лауреатом премии Винтона Королевского общества за научные книги в 2013 году. Вердикт жюри: «Эта книга позволяет представить себе невообразимое. Это история научного открытия от начала до конца. Она выделяется как лучшее повествование необычной истории, обращённое к людям, не являющимся учёными». Повествование начинается в драматический день 4 июля 2012 года, когда было объявлено об открытии бозона Хиггса, а затем возвращается во времени к древнегреческим философам, которые были первыми, кто предположил, что вся материя во Вселенной состоит из бесконечно малых элементалей, а затем концентрируется на глобальной охоте за таинственной частицей, которая даёт всем остальным их массу.

## Реакция
Манджит Кумар в The Independent заявил: «Хотя книга Кэрролла не всегда легка для чтения, она показывает, что современная физика на переднем крае требует необычайной преданности и готовности делать большие ставки в поисках уникальных наград. Как он говорит: «Когда всё складывается вместе, мир меняется». Астрофизик Адам Франк в своём обзоре для National Public Radio заявил: «Книга успешна благодаря сочетанию ясных описаний торжествующей физики, лежащей в основе Хиггса, с очень человечной историей самого поиска. По словам Кэрролла, поиски Хиггса — это не просто история о субатомных частицах и эзотерических идеях. Это также сказка о деньгах, политике и ревности. Эта книга — больше, чем экскурсия по большим идеям и крупным событиям в области физики. Остроумно и честно Кэрролл объясняет, почему фундаментальные вопросы науки так важны для человеческой культуры». Дэвид Л. Улин в Los Angeles Times писал: «Это настолько близко к метафизике, насколько книга подходит, но в то же время это потрясающее заявление. В конце концов, она предлагает науку как форму углублённого самопознания, в которой Вселенная, которую мы изучаем, — это мы сами». В обзоре Publishers Weekly говорилось: «Объясняя сложную физику, такую как теория поля и симметрия, или принцип работы ускорителей элементарных частиц, ясность и необузданный энтузиазм Кэрролла раскрывают чистое волнение открытий в той же мере, в какой они проливают свет на факты».